# Hellada (album)
Hellada – debiutancki album polskiego zespołu Rebeka, który ukazał się 17 maja 2013 r. wydany przez Brennnessel Records, a dystrybuowany przez Agorę. Nawiązuje do new romantic. Zawiera taneczne utwory o melancholijnym wydźwięku, połączenie minimalistycznej elektroniki i dojrzałego wokalu, dynamizmu z dwojaką lirycznością (zadziorność, mieszanka piękna i brudu). Teksty ułożyła wokalistka, Iwona Skwarek, natomiast wszystkie kompozycje stworzył duet. Płyta została wydana w formacie audio-CD i wersji cyfrowej.

## Lista utworów
| 1.  | "Sisters"            | 4:51  |
|     |                      |       |
| 2.  | "Knife in the Heart" | 4:22  |
|     |                      |       |
| 3.  | "Melancholia"        | 3:30  |
|     |                      |       |
| 4.  | "Stars"              | 4:07  |
|     |                      |       |
| 5.  | "Fail"               | 3:49  |
|     |                      |       |
| 6.  | "War"                | 2:51  |
|     |                      |       |
| 7.  | "With Tears We Cry"  | 3:43  |
|     |                      |       |
| 8.  | "Nothing to Give"    | 3:48  |
|     |                      |       |
| 9.  | "555"                | 4:34  |
|     |                      |       |
| 10. | "Unconscious"        | 4:23  |
|     |                      |       |
| 11. | "556"                | 2:12  |
|     |                      |       |
| 12. | "Hellada"            | 4:16  |
|     |                      |       |
|     |                      | 46:26 |
|     |                      |       |

## Nagrody i wyróżnienia
| Medium                       | Nazwa wyróżnienia                                 | Poziom wyróżnienia |
| ---------------------------- | ------------------------------------------------- | ------------------ |
| Gazeta Wyborcza              | Polska Płyta Roku 2013                            | Miejsce 1          |
| Portal Onet.pl (użytkownicy) | Najlepsza Polska Płyta 2013                       | Miejsce 5.         |
| Portal UwolnijMuzyke.pl      | Najlepsze polskie albumy 2013 roku                | Miejsce 4.         |
| Portal UwolnijMuzyke.pl      | Najciekawsze polskie albumy pierwszej połowy 2013 | Miejsce 5.         |
| T-Mobile Music               | 2013: Płyta roku – Polska                         | Miejsce 5.         |
| Wortal RateYourMusic.com     | 100 Polskich Płyt 2013                            | Miejsce 1          |
| Wortal Gigster.pl            | 30 polskich momentów 2013                         | Miejsce 9          |